# Фински залив
Фински залив (фин. Suomenlahti, рус. Финский залив) релативно је плитки залив на крајњем истоку акваторије Балтичког мора, на подручју северне Европе. Ограничен је јужном обалом Финске на северу, северном обалом Естоније на југу, те територијама Лењинградске области и Санкт Петербурга у Русији на истоку. Према подацима Међународне хидрографске организације западна граница залива иде до линије која повезује острво Осмусар на југу са полуострвом Ханко на северу.
Површина акваторије Финског залива је приближно око 30.000 km², максимална дужина у смеру исток-запад је до 420 km, а ширина до 130 km. Просечна дубина залива је око 38 метара. Ка заливу гравитира басен површине преко 420.000 km², а најважније притоке су Нева, Нарва, Луга, Сестра. У источном делу Финског залива, који је и најплићи, налазе се Невски, Виборшки, Лушки, Нарвски и Копорски залив. Преко Сајменског канала повезан је са језерским системом Сајма на југу Финске.
На обалама Финског залива налазе се два главна града европских држава, Хелсинки и Талин, историјска престоница Руске Империје и други по величини град данашње Русије, Санкт Петербург, те важне балтичке луке — Виборг, Приморск и Еспо.
Садашње име залива усталило се од 1730-их година и представља етноним везан за финска племена која су насељавала његове обале. У рускојезичној историографији од 1737. до 1793. године помиње се и као Кронштатски залив.

## Геологија
Целокупно сливно подручје модерног Финског залива је током палеозоика, у периоду пре 300 до 400 милиона година, било покривено древним морем, о чему сведоче геолошки слојеви пешчара, песака, глина и кречњака из тог периода прекривени преко 200 метара моћним наслагама метаморфних стена (гранита, гнајса и дијабаза). Савремени рељеф заливског дна и његових обала последица је деловања моћних ледника који су на том подручју егзистирали током последњег Валдајског олеђивања од пре 12.000 година. Након повлачења Валдајских ледника на подручју савремене балтичке акваторије дошло је до формирања Литориновог мора, морске акваторије која је постојала у периоду између 7,5 и 4 хиљаде година, а чији ниво је за 7 до 9 метара био виши од садашњег нивоа Балтичког мора. Пре око 4 хиљаде година дошло је до постепеног повлачења нивоа Литориновог мора, чиме је формирана савремена балтичка акваторија. Некадашњи подводни гребени услед повлачења воде преобраћени су у острва и полуострва. Последњи корак у формирању савремене акваторије залива било је издизање феноскандинавског штита које је потом уследило, северна обала залива је попримила садашњу физиономију, издигнутија је и стрмија, препуна мањих залива фјордовског типа и острваца типа шкоља, док је јужна обала остала релативно ниска и склона плављењима.

## Физичко-географске карактеристике
Према подацима Међународне хидрографске организације (IHO), Фински залив је најисточни део акваторије Балтичког мора и ограничен је на следећи начин:
- са севера јужном обалом Финске;
- са југа северном обалом Естоније[8]
- са истока западном обалом Лењинградске области Русије и делтом реке Неве,
- западна граница иде линијом Спитами (59°13'N) → Осмусар (рт Пизаспеа) од југоистока ка северозападу и даље ка југозападном рту полуострва Ханко у Финској (22°54'E).

Акваторија Финског залива обухвата површину од око 30.000 km², са максималном дужином у смеру запад—исток (од полуострва Ханко до Санкт Петербурга) од око 420 km. Ширина залива варира од свега 12 km, колика је на подручју Невског залива на крајњем истоку, па до максималних 130 km у централним деловима залива (пратећи меридијан острва Мошчни). Просечна ширина залива је око 70 km, колико је залив широк и на свом улазу.
Фински залив је релативно плитка акваторија и његова дубина постепено опада идући у смеру истока. До наглог прелаза на мапи са изобатама долази на пучини код естонског градића Нарва-Јоесу на подручју Нарванског залива, те се тај део залива често назива и Нарвским зидом. Просечна дубина залива је око 38 метара, са максималном дубином од 121 метра. Најплићи део залива је Невски залив, где се дубине воде крећу у вредностима између 6 и једног метра, и где је заливско дно продубљено зарад безбедније пловидбе бродова (канал од ушћа Неве до острва Котлин у дужини од 29,6 km).
Велике количине слатке воде које се уливају у залив преко његових притока, а нарочито кроз Неву преко које се у залив улива више од 60% слатке воде, знатно утичу на степен салинитета морске воде у заливу. Степен салинитета у површинском слоју воде је доста низак и креће се у вредностима између 0,2 ‰ до 9,2 ‰, док је степен салинитета воде у слоју на дну нешто виши и има вредности од 0,3 ‰ до 11 промила. Просечна температура морске воде у заливу на површини током зимских месеци се креће око 0°C, док током летњих месеци има вредности између 15 и 17 °C на површини, односно 2—3 °C на дну. Залив је обично под ледом од краја новембра до краја априла, а стварање леденог покривача започиње у најплићим деловима на истоку и постепено се шири ка западу, ка отвореном мору. Залив је потпуно под ледом обично средином јануара. У ређим случајевима током блажих зима не долази до замрзавања површине залива.
Заливом дувају јаки западни ветрови, који нарочито у зимским месецима доводе до стварања високих таласа и неретко узрокују поплаве на његовим источним обалама.

### Обале и острва
У физиономији обала Финског залива постоје велике разлике између северних и јужних обала. На садашњи изглед северних обала Финског залива знатно је утицало издизање феноскандинавског штита. Северне обале су тако стрмије, јако разуђене и препуне пешчаних дина и камених громада. Приметно је присуство бројних мањих залива фјордовског типа, док је знатније „увлачење” мора у копно једино на подручју Виборшког залива. Најразуђеније су обале на делу од Хелсинкија до Котке у Финској, те на подручју Карелијске превлаке око Виборшког залива. Два највећа полуострва су Ханко и Поркала у Финској, те Кипепорт у Русији. Дуж обала постоје бројна мања каменита острвца типа шкоља. Пешчане дине уз обалу су местимично обрасле боровим шумама.
Идући ка истоку од Виборшког залива, обале постају све равније и ниже, што нарочито долази до изражаја на крајњем истоку, у подручју невске делте. Јужна обала је знатно нижа и равнија и готово целом њеном дужином се протеже Балтички клинт, стрми и до 56 метара високи абразиони гребен (сличан клифу, само знатно веће дужине). Гребен је највиши у приобалном делу естонског округа Ида-Виру. Јужније од Балтичког гребена налази се ордовички плато са Ижорским побрђем (висине до 168 метара), који са југа ограничава басен Финског залива. У југоисточном делу залива налазе се још и секундарни заливи: Нарвски, Копорски и Лушки, који су међусобно раздвојени Кургаљским, Сојкинским и Каравалдајским полуострвом. На крајњем истоку залив се завршава плитким Невским заливом.
На подручју Финског залива налазе се бројна мања острва, а највећи део њих је смештен уз северне обале и у централном делу акваторије. У саставу Русије налазе се острва Хогланд (површине 21 km²), Мошчни (површине око 14 km²), Сескар (4,16 km²) Велики (8,3 km²) и Мали Тјутерс (1,6 km², сви у централном делу залива), Котлин (са градом Кронштатом, површине око 16 km², на крајњем истоку), Берјозовска острва (укупне површине 84 km², на улазу у Виборшки залив). Уз северну обалу Естоније су острва Пакри (два мања острва укупне површине 24,7 km²) и Најсар (18,6 km²), док је највеће острво Кимито у округу Ужа Финска (Финска), површине 524 km².
Дуж залива су током 1700-их година саграђена бројна мања вештачка острва са светионицима и утврђењима. Током трајања Великог северног рата 1700—1721. саграђено је укупно 19 таквих острва, а њихов циљ је било онемогућавање приступа непријатељских морнарица граду Санкт Петербургу, који је у то време био престоница Руске Империје. Већина утврђења на тим острвима данас се налази на листама културног наслеђа Руске Федерације. Најзначајнија таква острва-утврђења су: Кроншлот, Цитадељ, Рисбанк, Форт Императора Александра I, Књаз Мењшиков, Обручје, Тотлебен, Риф, Шанец, Ден, Краснаја Горка и Форт Ино.

### Басен Финског залива
Ка акваторији Финског залива одводњава се око 420.000 km² копна, од чега само на басен реке Неве, која се у залив улива на подручју Санкт Петербурга, отпада преко 280.000 km² слива. У сливном подручју залива налазе се делови територије Русије, Финске, Естоније, Летоније и Белорусије. Река Нева директно повезује Фински залив са највећим европским језером Ладогом, а преко својих притока и са језерима Оњега (преко реке Свир повезано са Ладогом), Иљмењ (са Ладогом повезано реком Волхов) и Сајма. Језеро Сајма је преко реке Вуоксе повезано са Ладогом, док је Сајменским каналом директно повезано са Виборшким заливом. У сливу реке Неве налазе се још и реке Ловат и Мста.
На подручју Русије, ка Финском заливу се одводњавају готово цела Лењинградска и Новгородска област, јужни делови Карелије, те мањи делови Псковске, Тверске, Вологодске и Архангелске области. Важније притоке залива на тлу Русије су још Луга (353 км, басен 13.200 km²) и Сестра (дужине тока од 85 км). Преко реке Нарве са басеном залива је повезано и Чудско језеро.
Значајније притоке на тлу Естоније су Пелтсама (35 км), Кејла (107 км), Пирита (105 км) и Јагала (97 км). Најважнији водотоци на тлу Финске су Порво (143 км) и Ванта (101 км).

### Живи свет и екологија
Обале и острва Финског залива, у флористичком смислу, налазе се у подзони јужне тајге. Доминирају четинарске шуме бора и јеле, док код листопадних врста преовлађују бреза, врба ива, јасика, бела и црна јова. На јужним и источним обалама широко су распрострањена замочварена подручја обрасла разним врстама трске и других водених биљака (бели и жути локвањ, шевар).
Последњих година на обалама залива обитавају значајније заједнице сиве фоке и балтичка прстенасте фоке, а обе врсте се налазе на листи угрожених и заштићених врста.
Од рибљих врста, у водама залива обитавају атлантски лосос, Zoarces viviparus, белица, клен, крупатица, кленић, црвенперка, балавац, лињак, сом, бакалар, европска јегуља, кедер и друге врсте. Економски риболов у заливу дозвољен је у пролеће и током јесени.
Еколошки најосетљивији део залива је подручје Невског залива у ком је регистрована појачана бројност патогених бактерија, те повећане концентрације јона живе и бакра, органохлорних пестицида, минералних уља, фенола. На еколошку слику у том делу залива негативно је утицала и градња бране, којом је град Санкт Петербург заштићен од поплавних таласа са мора. Градњом те бране за до 20% је смањена размена воде између Невског и остатка залива, што је довело до даљег раста концентрације нутритијената у заливу и појачане еутрофикације у подручјима иза бране. Преплављивање водом и труљење биљног света може на крају довести до еутрофикације или цветања воде у том подручју. Велики еколошки ризик по живи свет у заливу представљају и бројне нафтне рафинерије које се налазе у лучким градовима дуж обала залива.< Загађења и климатске промене негативно се одражавају на живи свет у заливу, те је с тим у вези рибљи фонд у заливу у периоду 1989—2005. смањен више од десет пута.
Кронштатска лука тренутно служи као транзитна тачка за увоз радиоактивног отпада у Русију преко Балтичког мора. Отпад, који већином чини коришћен уранов хексафлуорид (UF6), транспортује се даље преко Ст. Петербурга у Новоураљск, Ангарск и друге градове источне Русије. Ова транзитна тачка ће бити премештена из Ст. Петербурга у Уст-Лугу у оквиру Зоне сигурности границе Русије, по одлуци руске владе из 2003. (Одлука бр. 1491-р од 14. октобра 2003). Овај корак требало би да смањи еколошке ризике за Ст. Петербург.
Према подацима еколошке службе града Санкт Петербурга, од укупно 24 плаже које постоје на подручју тог града, само једна задовољава стандарде за безбедан пријем купача.
Градњама колектора за пречишћавање отпадних вода из Санкт Петербурга у великој мери је смањен степен загађености воде у источном делу залива.
Велики еколошки проблем по приобалну зону представља и абразиона ерозија, а високи таласи константно уништавају обалу, што доводи до ширења мора на рачун копна за до 25 центиметара годишње. Према прогнозама Руског завода за екологију и заштиту животне средине, у наредних 100 година на тај начин ће бити уништено до 200 метара обале у дубину.

## Историја људске активности у заливу
Археолошка истраживања обављана на обалама Финског залива указују на постојање људске активности на том подручју пре око девет хиљада година, односно прве људске насеобине настале су непосредно по повлачењу моћних ледника са тог подручја. Прва организованија људска насеља формирана су на северним обалама залива, на подручју око ушћа реке Сестре, а њихова старост процењена је на 3,5 до 3 хиљаде година. Прво од 11 неолитских насеља на том подручју откривено је током археолошких истраживања 1905. године, и том приликом откривена су бројна оружја и оруђа, попут врхова стрела и оштрица за обраду коже који су били направљени од кварца, те бројне остатке грнчарије са детаљима везаним за загробни живот. Све упућује на закључак да је насеље припадало номадским ловачким племенима која нису познавала земљорадњу и која нису имала домаћих животиња.
Обале Финског залива касније су населили угро-фински народи: претече модерних Естонаца Ести и народ Вођ на јужним обалама залива, те Ижори на подручју јужно од Неве. Подручја западно од Ладоге населила су племена Карела, док су на северним обалама живели Јеми и Суми. Источни Словени су на то подручје (посебно на јужне обале залива и у долину Неве) дошли током 8—9. века који су међу првима на том простору почели да се баве обрадом земље и сточарством. Финским заливом, и даље ка унутрашњости реком Невом, су у периоду од 8. до 13. века пролазили важни трговачки путеви скандинавских Варјага ка Византији.
Током 9. века источне обале Финског залива дошле су у састав Новгородске кнежевине, прве руске државе формиране на том простору након досељавања словенских племена. Током целог средњег века подручје је било предмет сукоба између скандинавских народа, са једне, и Словена, са друге стране. Године 1219. данска војска освојила је данашњу северну Естонију и основала своју вазалну кнежевину Данску Естонију (постојала од 1219. до 1346), са седиштем у граду Ревелу (данашњи Талин). Данцу су Северну Естонију 1346. године продали Ливонском реду. Јужна обала залива је 1561. године дошла под управу Шведске.
- Битка код Гангута 1714.
- Битка код Хогланда 1788.
- Битка код Виборга

На северу су финска племена током 7. и 8. века потпала под власт Швеђана, а до првих сукоба између Швеђана и словенских народа на том подручју дошло је већ 1142. године. Скандинавско-словенски сукоби обележили су историју тог подручја и током наредних неколико векова. Године 1256. војска Александра Невског прешла је залеђени залив и упала у шведска насеља на подручју данашње јужне Финске. Швеђани су 1293. године на месту некадашњег новгородског насеља основали град Виборг. Новоосновано насеље, али и цела Карелијска превлака, било је мета честих ратова између Швеђана, са једне, и словенских, односно руских, војски са друге стране. Коначно, цело то подручје ушло је у састав Руске Империје 1710. године, након освајања Петра Великог. Године 1550. шведски краљ Густав Васа основао је на северној обали залива град Хелсинки.
Након победе у Великом северном рату (1700—1721), цела источна обала Финског залива ушла је у састав руске државе, а по наредби императора Петра Великог, на ушћу реке Неве је 1703. основана нова престоница моћне Империје, Санкт Петербург. Јужније од нове престонице 1710. основани су градови Петерхоф и Орањенбаум. Код полуострва Ханко је 7. августа 1714. дошло до велике поморске битке између Швеђана и Руса, а резултат битке је била прва историјска победа руске флотиле икада. До нове велике поморске победе у ратовима са Швеђанима, руска морнарица је дошла у Бици код Хогланда одржаној 17. јула 1788. године. Битка је била део Руско-шведског рата (1788—1790).
Током новог руско-шведског сукоба који је вођен од фебруара 1808. до октобра 1809. године (Фински рат) Русија је заузела целу Финску и Оландска острва. Финска је потом остала у границама руске државе као кнежевина са широком аутономијом, све до 6. децембра 1917. године када је прогласила независност. Током совјетско-финског рата, вођеног од маја 1918. до октобра 1920. године, Финска је заузела целу источну Карелију, све до обала реке Сестре, а иста област је враћена Совјетском Савезу по окончању Зимског рата 1940. године.
Дана 24. фебруара 1918. године Република Естонија је прогласила независност и као независна држава на јужним обалама Финског залива егзистирала до совјетске анексије 1940. године. Естонија је обновила своју независност након распада Совјетског Савеза 1991. године.
Током Другог светског рата, на подручју Финског залива одиграло се неколико значајних поморских битака. Током евакуације совјетске балтичке флоте из Талина ка Кронштату, у августу 1941. године, потопљено је укупно 15 бојних и 43 транспортна пловила, а и данас на дну залива код рта Јуминда леже остаци потопљених пловила. У знак сећања на те догађаје на рту је постављено спомен обележје страдалим морнарима.
Акваторија Финског залива данас је подељена између три независне државе. Северни део залива припада Финској, јужни Естонији, а источни Русији.
Године 1978. почела је изградња петебуршке бране с циљем одбране Ст. Петербурга од честих поплава. Радови су због финансијских проблема насталих због напада Совјетског Савеза обустављени крајем 1980-их (дотад је урађено 60% планираног посла); настављени су 2001. и још увек трају.

## Насељена места на обалама залива
На обалама Финског залива налазе се два главна града европских држава, Хелсинки (621.863), главни град Финске на северној, и Талин (435.972), главни град Естоније на јужној обали, те други по величини град Руске Федерације и некадашња престоница Руске Империје, Санкт Петербург (5.191.690 становника). Значајнији градови су још и Порво, Еспо, Ловиса, Хамина и Котка у Финској, Марду, Кунда, Кохтла-Јарве и Сиљамае у Естонији, те Виборг, Висоцк, Совјетски, Приморск, Сестрорецк, Петерхоф, Ломоносов, Кронштат и Соснови Бор на територији Русије.

## Археологија
Дно Финског залива једно је од највећих гробова бродова у свету. Због ниског салинитета и хладне воде бродови су релативно добро очувани. Од 6. века кроз залив су пролазили главни водени путеви, а само је у периоду од 8. до 10. века тим путем транспортовано преко 3.000 тона сребра. Касније су залив користиле Русија и Шведска за транспорт робе. У јесен 1743. године 17 руских бојних бродова, који су се враћали из Финске, потонуло је за само 7 сати, а у лето 1764. за 4 сата потонуло је 26 трговачких једрењака близу Нарве. „Рекорд” је постављен 1721. када је током евакуације руских трупа из Финске потонуло више од 100 једрењака за 3 месеца, укључујући 64 за једну једину ноћ.
До краја 1996. индентификовано је око 5.000 потопљених објеката у руском делу залива, укључујући 2.500 бродова, 1.500 авиона, те бројни мањи објекти попут чамаца, сидра, трактора, аутомобила, топова, па чак и подморских мина, авионских бомби, торпеда и других врста муниције. Бродови су припадали Русији (25%), Немачкој (19%), Уједињеном Краљевству (17%), Шведској (15%), Холандији (8%) и Финској (7%). Осталих 9% били су из Норвешке, Данске, Француске, САД, Италије, Естоније и Летоније. Ови објекти представљају потенцијалну опасност за пловидбу, риболов, грађевинске радове на обали, полагање подморских цевовода и каблова, као и за животну средину. Мине су у заливу постављене током Првог светског рата (38.932 комада), Руског грађанског рата и Совјетско-финског рата (1939—1940), а укупни број процењује се на 60.000 комада. Још 85.000 мина постављено је током Другог светског рата и тек је мали део свих њих уклоњен након ратова.